# Encyclia inopinata
 (janvier 2021).
Espèce
Classification phylogénétique
Encyclia inopinata est une espèce de plantes à fleurs de la famille des Orchidaceae (les orchidées) originaire du Mexique. Cette espèce a été décrite en l'an 2016.

## Description
Encyclia inopinata est une plante mesurant entre 30 et 42 cm de hauteur mais jusqu'à 90 cm de haut si l'on prend on prend en compte les inflorescences.
Les feuilles sont vertes, longues et larges. Il pousse 2 ou 3 feuilles sur chaque pseudobulbe.
Les fleurs sont constituées de sépales coriacés bicolores (jaunes et rose) d'environ 1,8 cm de long pour 6,3 mm de large, de pétales bicolores (de couleur jaune et rose) de 1,7 cm de long sur 5,9 mm de largeur ainsi que d'un labelle. Les callosités sont roses. L'anthère est blanche. Les inflorescences sont constituées de 3 à 8 fleurs et la floraison se déroule entre les mois de mars et de juillet.

## Distribution et habitat
Encyclia inopinata a été découverte au Mexique, plus précisément dans l'État d'Oaxaca à la frontière avec l'État de Guerrero, à 1200 mètres d'altitude dans une forêt de feuillus longeant la côte pacifique.